# 김향
김향(金珦/?~1135)은 고려시대의 문신이다. 본관 김녕, 자는 부민(富民),시호는 원정(元靖)이다.
서리(胥吏)로 출발하였는데, 학식은 없으나 사람됨이 청렴신중하고 통솔력이 있어 차츰 중용되었다. 인종 때 합문지후(閤門祗候)를 거쳐 경원(慶源)의 수령으로 나가고, 곧 감찰어사(監察御史)가 되었다. 1126년(인종 4) 추밀원동지사로 척준경(拓俊京)과 함께 왕명을 받들어 이자겸과 그 일당을 소탕하였다. 그 공으로 위사공신(衛社功臣)에 책록되고, 31년 문하시랑동중서시랑평장사(門下侍郞同中書侍郞平章事)가 제수되었다.